# Tales de Carvalho
Tales de Carvalho é um astrólogo e empresário brasileiro, filho do primeiro casamento de Olavo de Carvalho. Ele é acusado de diversos crimes que teria cometido dentro de uma seita criada em volta do Instituto Cultural Lux et Sapientia, organização fundada junto com seu irmão Luiz Gonzaga (Gugu de Carvalho). Tales de Carvalho é um muqaddam (representante) no Brasil do Xeique da Tariqa Alawiyya, com sede em Argel, na Argélia. Ele é conhecido na tariqa como Sidi Muhammad Issa. Em março de 2024, a família de uma jovem de 19 anos conseguiu uma decisão judicial para que ela retornasse ao estado de Goiás e confirmasse se sua mudança para Curitiba, onde morava com Tales, foi voluntária.

## Relações com a família
É filho de Olavo de Carvalho com Eugênia, sendo irmão consanguíneo de Heloísa de Carvalho, Luiz Gonzaga de Carvalho Neto e Davi de Carvalho. De acordo com Heloísa, Tales teve uma infância conturbada, com seu tratamento não se diferenciando do modo que Olavo tratava suas mulheres, exceto pela ausência de agressão física.
Ele possuía boas relações com o pai. Seus irmãos e os meio-irmãos e Maria Inês e Percival ficaram com 1,4% dos possíveis valores sobre as produções intelectuais do filósofo, enquanto Heloísa, que era crítica do pai, foi excluída do testamento.

## Islã
Tales era budista mas teve contato com o islã quando criança, nos anos 80, por influência do pai. Na época, de acordo com Tales, Olavo frequentava uma mesquita no centro de São Paulo. Ele viajou à Argélia em 1996. Após essa primeira viagem seguiram-se muitas outras, nas quais ele fazia as práticas essenciais da Tariqa Alawiyya, especialmente o retiro espiritual de quarenta dias, no qual o dervixe fica mergulhado na prática do Islã e nos exercícios espirituais. A Tariqa Alawiyya foi fundada pelo Xeique Ahmad al-Alawi. No início do século XX chegou a contar com dezenas de milhares de discípulos em todo o Magrebe e na Europa. A sede da Tariqa Alawiyya no Brasil fica na grande São Paulo, no município de Itaquaquecetuba, havendo reuniões regulares. Há imensa preocupação com a formação teológica dos dervixes. Alguns deles já foram à Argélia, onde fizeram os retiros prescritos. Em face disso os dervixes normalmente se trajam com roupas árabes e as mulheres usam o véu islâmico. Converteu-se em 1998. Apesar de se dizer parte do Islã, Tales bebia e suas esposas relatam que ele não era visto praticando a religião.

## Instituto Cultural Lux et Sapientia
Tales e seu irmão Luiz Gonzaga são proprietários do Instituto Cultural Lux et Sapientia (ICLS) onde vendem cursos de filosofia, cosmologia, simbolismo e artes tradicionais. As aulas abordam temas como o papel do homem e mulher, casamento, educação, trabalho, religião, tradição mística do catolicismo, jejum, o sentido da vida, felicidade, simbolismo das esferas planetárias, espiritualidade do rosário e como ouvir música. Eles também fazem leituras de clássicos como Shakespeare e Platão, além de livros como O fio da Navalha, Crime e Castigo e Gênesis. Além disso, é proibido falar mal do "mestre". Em seus vídeos do YouTube, Tales se apresenta como professor, mestre e Xeique. O instituto também comemorou a vitória de Jair Bolsonaro na eleição presidencial de 2018. O gurpo apoiou que Olavo se tornasse embaixador do Brasil nos Estados Unidos.
Olavo chegou a recomendar os cursos do ICLS e participou de sua primeira transmissão em junho de 2014. Porém, Olavo parou de dar apoio, dizendo em postagem no Facebook que "[s]e algum dos meus próprios filhos se aproximar de alunos meus, convidando-os a entrar em alguma tariqa, faz isso por sua própria conta e risco com a MINHA TOTAL DESAPROVAÇÃO". De acordo com Heloísa, Olavo teria afirmado que "pare de achar que o Tales é um intelectual, ele só pensa com a cabeça de baixo".

## Acusação de seita

### Sumiço de estudante
No início de março de 2024, uma estudante de Letras na Universidade Federal de Goiás de 19 anos que morava em Catalão desapareceu. A garota enviou um áudio para a família afirmando que havia se convertido ao Islã e se casado com Tales. Ela havia se interessado pelo conteúdo de Olavo desde 2018 e tinha contato com Tales online. A família chegou a entrar em contato com o guru, que afirmou que a garota "presta contas para mim sobre onde ela está e o que ela está fazendo".
A família entrou com um pedido de interdição na 1ª Vara de Família e Sucessões da Justiça goiana alegando que ela sofria de "graves problemas psiquiátricos" e que poderia ter sofrido "assédio psicológico e sexual" por parte de Tales. O pedido foi negado pela Polícia Civil de Goiás por ela ser maior de idade, e uma delegacia afirmou que não tinha contingente o suficiente, porém a família recorreu e a desembargadora Lília Mônica de Castro Borges Escher pediu que a polícia localizasse a garota. Ela foi encontrada no dia 13 de março após cooperação da Polícia Federal com a polícia do Paraguai na cidade de Presidente Franco, que faz fronteira com Foz do Iguaçu. A casa onde a garota estava era de propriedade de Luiz Gonzaga, e horas depois da operação de resgate, Tales enviou áudio de WhatsApp para a garota a instruindo a fugir e jogar o celular em um rio. A casa foi descrita como "ambiente insalubre" pelo criminalista contratado pela família, Alexandre Lourenço. De acordo com ele, a casa era suja e a garota dormia no chão. Além dela, lá estavam uma filha de Tales, Luiz Gonzaga e sua esposa.
A garota foi escoltada de volta ao Brasil, onde prestou depoimento para a Polícia Civil do Paraná. De acordo com seu depoimento, ela estava morando em Curitiba e estava em Presidente Franco há cinco dias visitando o cunhado. No dia 15, foi internada em um hospital psiquiátrico em Goiânia por " risco de suicídio e doença relacionada a transtorno de personalidade". A garota confirmou que sofreu violência psicológica e sexual.
O advogado que representa Tales, Frank Romualdo Reche Maciel, afirmou que a garota não estava desaparecida, mas "[a]penas (...) evitando contato com o pai, que parece ainda não ter compreendido que sua filha já é uma mulher adulta e independente". Já Alexandre Lourenço afirma que "[a]inda que ele não a amarrou, que ela foi até ele com as próprias pernas, ela fez isso sob forte violência psicológica” desde que ela era criança. Ainda, Tales afirmou que "não sou bandido".

### Denúncia de ex-mulheres e filhas
A ex-esposa de Tales, Calinka Padilha de Moura, suas duas filhas mais velhas, Julia Moura de Carvalho e Ana Clara Moura de Carvalho, e três ex-mulheres, onde uma deu depoimento em condição de anonimato, acusaram o ICLS de ser uma seita em coluna do Guilherme Amado, do jornal Metrópoles. A reportagem foi publicada no dia 27 de junho.
O ICLS foi acusado de captar dinheiro por inscritos e benfeitores, com cifras chegando aos R$ 100 mil, e usada por Tales para conseguir esposas. Já Luiz Gonzaga foi acusado de ser o guru do ICLS, que teria criado a doutrina do grupo misturando ideias de várias religiões. O momento de aliciação para a seita começaria quando um dos estudantes entrava em contato direto com Tales ou Luiz Gonzaga para esclarecimento de algum tema, de acordo com Alexandre Lourenço.
Sua primeira esposa foi Calinka, com quem casou-se em 1997. De acordo com ela, Tales anunciou que casaria novamente com uma de suas enteadas, uma criança de 12 anos. O casamento teria ocorrido de fato quando a garota tinha 15 anos. No fim de 2006, ele teria decidido morar junto com a garota, e Calinka decidiu voltar a morar em Curitiba com suas duas filhas, o que caracterizaria uma separação sem divórcio. Porém, em 2007 Tales teria pedido divórcio em preceitos islâmicos, onde Calinka não poderia manter relações sexuais com outros homens por quatro meses, algo que ela afirma ter respeitado. Após o período, ela teria voltado a namorar, porém Tales foi a Curitiba a chamando de "vagabunda" e pedindo para reatar o casamento, o que ela negou. Em julho daquele ano, suas duas filhas foram passar as férias com Tales em São Paulo, e ele teria ligado pedindo que Calinka reatasse o casamento, ou as filhas jamais voltariam. Ela aceitou. De acordo com Heloísa de Carvalho, o nome da garota menor de idade que casou-se com Tales é Ana Cipolla, que além de enteada de Eugênia, era filha de Marcelo Cipolla, responsável por revisar diversos conteúdos publicados pelo ICLS.
Entre agosto de 2007 e 2009, Tales teria passado a exigir detalhes da vida de solteira de Calinka, e para isso ele alegadamente o torturou quase todos os dias batendo com um cinto, urinando nela e molhando seu corpo com água e chicoteando sua vagina com um fio de telefone em seguida. Os atos eram feitos para que não deixassem marcas em seu corpo. Tales também teria ameaçado a cortar seu clitóris e quebrar suas pernas com um martelo. Sua outra esposa também foi alegadamente torturada por uma suposta traição ocorrida quando ela tinha 17 anos. Suas mãos e pés também foram marcados com uma faca, porém a cicatriz não é mais visível. Os atos seriam baseados em preceitos de sua tariqa. Além disso, Tales seria um consumidor de material de pedofilia, incluindo com garotos e garotas menores de 2 anos. De acordo com os relatos, ele se excitava mostrando os vídeos das crianças sendo estupradas para Calinka e em seguida a estuprava e sodomizava. Tales dizia que pararia de agredi-la caso ela engravidasse, que seria um sinal que foi perdoada por Deus. Mesmo assim, os estupros teriam continuado, incluindo com uma garrafa de vodka. As agressões também foram denunciadas por suas filhas. Calinka disse ter passado por lavagem cerebral, mas que por vezes tentava fugir. Em uma ocasião, Tales a pegou e teria quebrado duas costelas.
Tales ainda teria sido casado com uma terceira mulher do Marrocos, a qual maltratava por ser feia e mais velha do que o esperado. Ele teria a mandado de volta para seu país em junho de 2011.
Em abril de 2021, Calinka fugiu com sua filha mais nova, Ana Clara e um ex-estudante do ICLS que era jurado de casamento com Ana. Julia Moura já estava casada, morando no Paraguai. Ela registrou um boletim de ocorrência na Polícia Civil do Paraná em 14 de maio de 2021, ao qual a delegada disse que intimou Calinka a comparecer para esclarecimentos, mas a ex-esposa de Tales afirma que nunca recebeu tais intimações. Ela entrou com um processo contra Tales. Ele entrou com duas queixas-crime contra Calinka e ambos chegaram em um acordo em 12 de maio de 2022, onde a filha mais nova passou a morar com o pai por vontade própria. Tales deveria pagar R$ 60 mil como indenização, mas Calinka afirma que recebeu apenas R$ 5 mil.
Em defesa, Tales afirmou que Calinka inventou a história para ficar com a guarda da filha e estava apenas "enamorado" com a garota que teria 14 anos, não 12, casando-se quando ela fez 18 anos, não 17, conforme os preceitos islâmicos. Já Luiz Gonzaga afirmou para o Metrópoles que “[n]ão confio em jornalista. Jornalista é tudo filho da puta”.

### Investigação
A Polícia Civil do Paraná abriu investigação para apurar os crimes denunciados por Calinka e outros eventuais crimes. Ela é coordenada pela delegada Luciana de Novaes, da Divisão de Polícia Especializada.